# Sphenomorphus leptofasciatus
Sphenomorphus leptofasciatus este o specie de șopârle din genul Sphenomorphus, familia Scincidae, descrisă de Allen E. Greer și Parker 1974. Conform Catalogue of Life specia Sphenomorphus leptofasciatus nu are subspecii cunoscute.